# Business Process Outsourcing
Business Process Outsourcing (BPO) er en undergruppe indenfor outsourcing. Det er outsourcing af interne virksomhedsprocessor (såsom HR, finansiering og regnskab) og kundekommunikation (såsom callcentre) til en tredjepart. BPO til et andet land går også under kategorien offshoring.
Andre større undergrupper indenfor outsourcing er Information Technology Outsourcing (ITO), Software R&D og Knowledge Process Outsoutcing (KPO).
| Økonomi | Spire Denne artikel om økonomi er en spire som bør udbygges. Du er velkommen til at hjælpe Wikipedia ved at udvide den. |